# كاريشما مودي
كاريشما مودي (بالهندية: करिश्मा मोदी؛ بالإنجليزية: Karishma Modi) هي عارضة وممثلة هندية، ولدت في 26 ديسمبر 1980 في كجرات في الهند.